# Катценельнбоген (город)
Катценельнбоген (нем. Katzenelnbogen) — город в Германии, в земле Рейнланд-Пфальц. 
Входит в состав района Рейн-Лан. Подчиняется управлению Катценельнбоген.  Население составляет 2166 человек (на 31 декабря 2010 года). Занимает площадь 9,20 км². Официальный код  —  07 1 41 068.

## История
В средние века город был центром одноименного графства.